# Lyonsia granulifera
Lyonsia granulifera is een tweekleppigensoort uit de familie van de Lyonsiidae. De wetenschappelijke naam van de soort is voor het eerst geldig gepubliceerd in 1898 door Verrill & Bush.